# Fort Martin Scott
Le fort Martin Scott est un avant-poste restauré de l'armée américaine près de Fredericksburg, dans le Texas Hill Country, aux États-Unis.
Il a été actif du 5 décembre 1848 à avril 1853. Il faisait partie d'une ligne de forts frontaliers établis pour protéger les voyageurs et les colons au Texas.

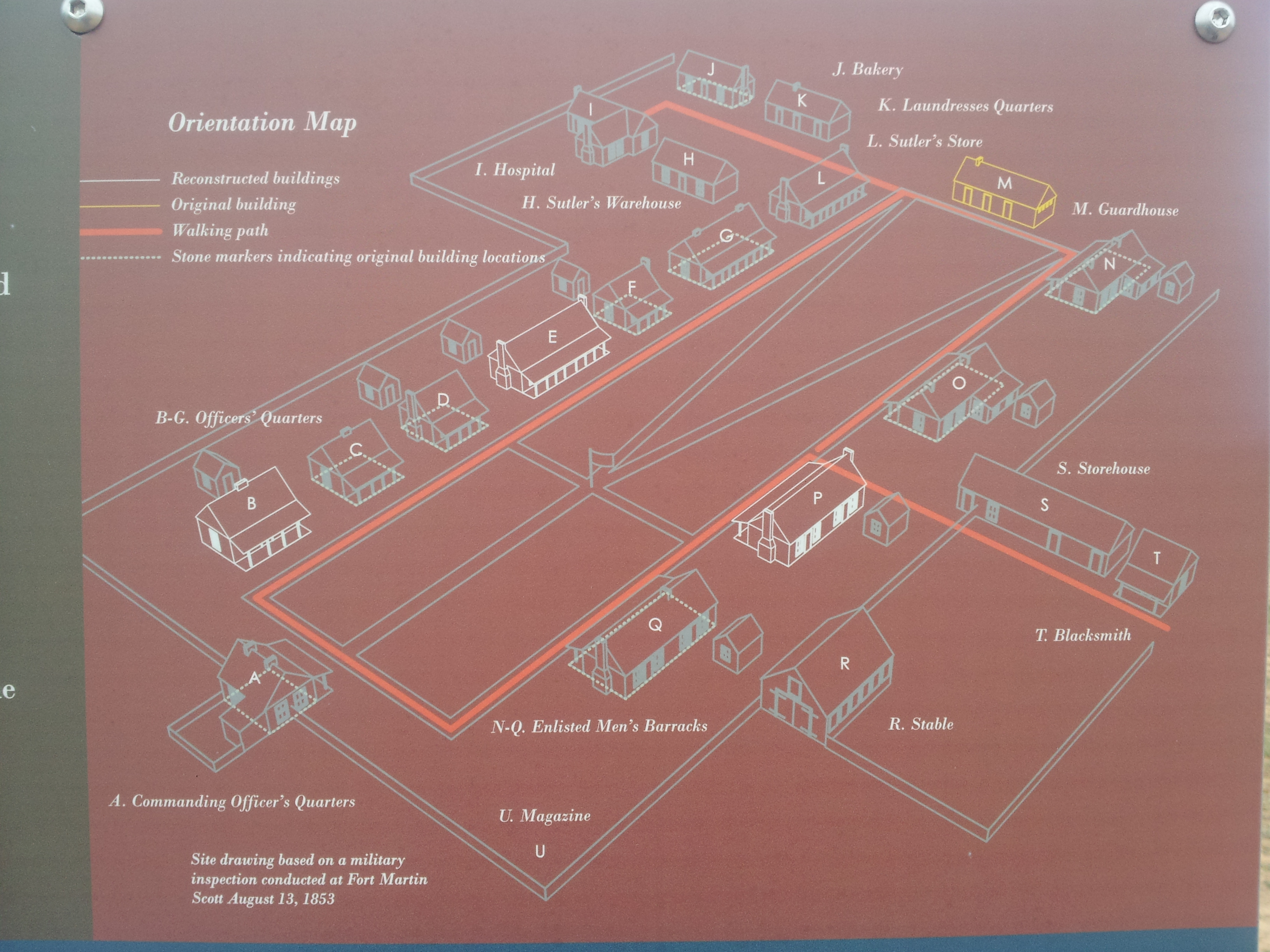
Plan
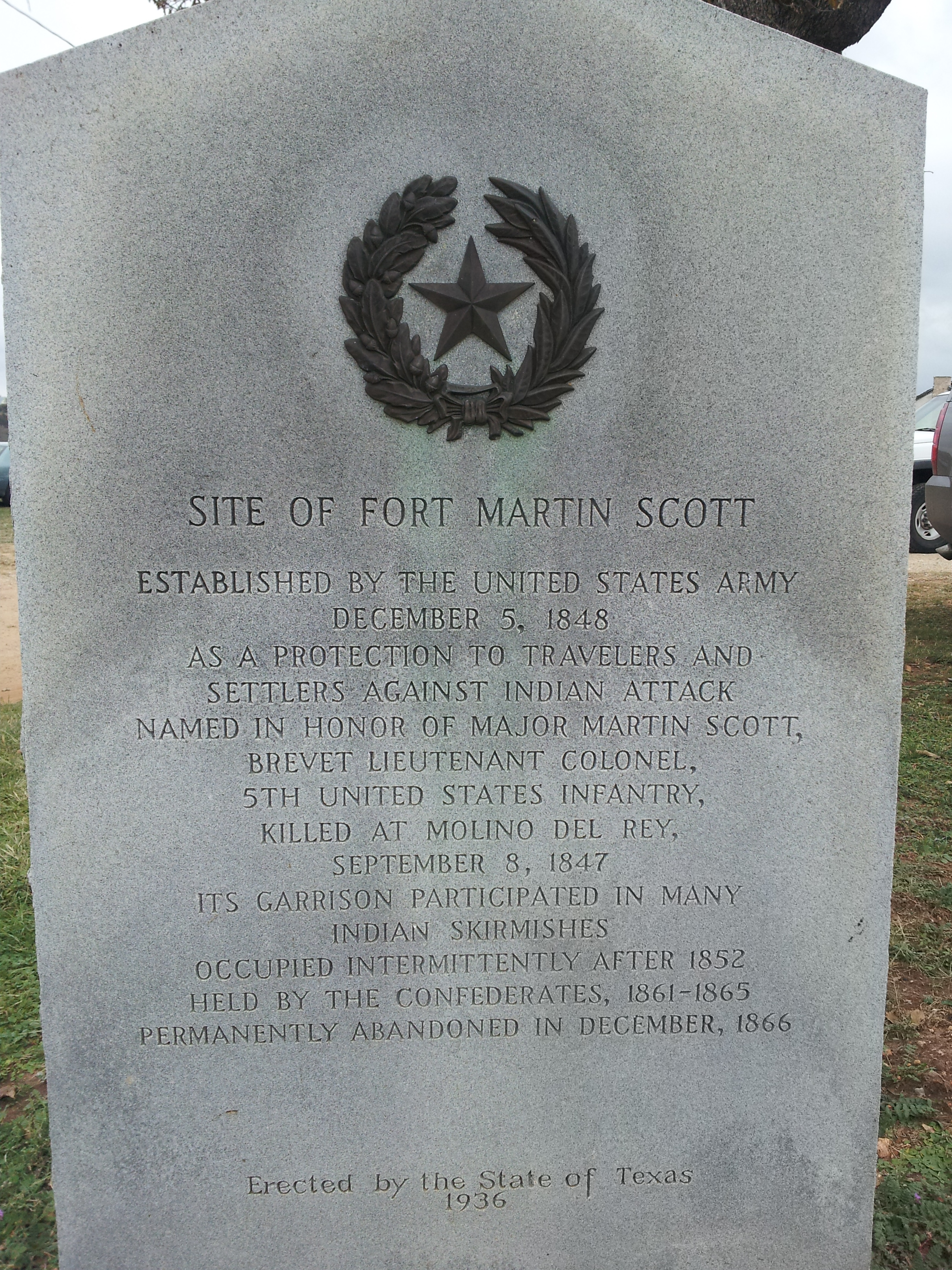
Plaque commémorative
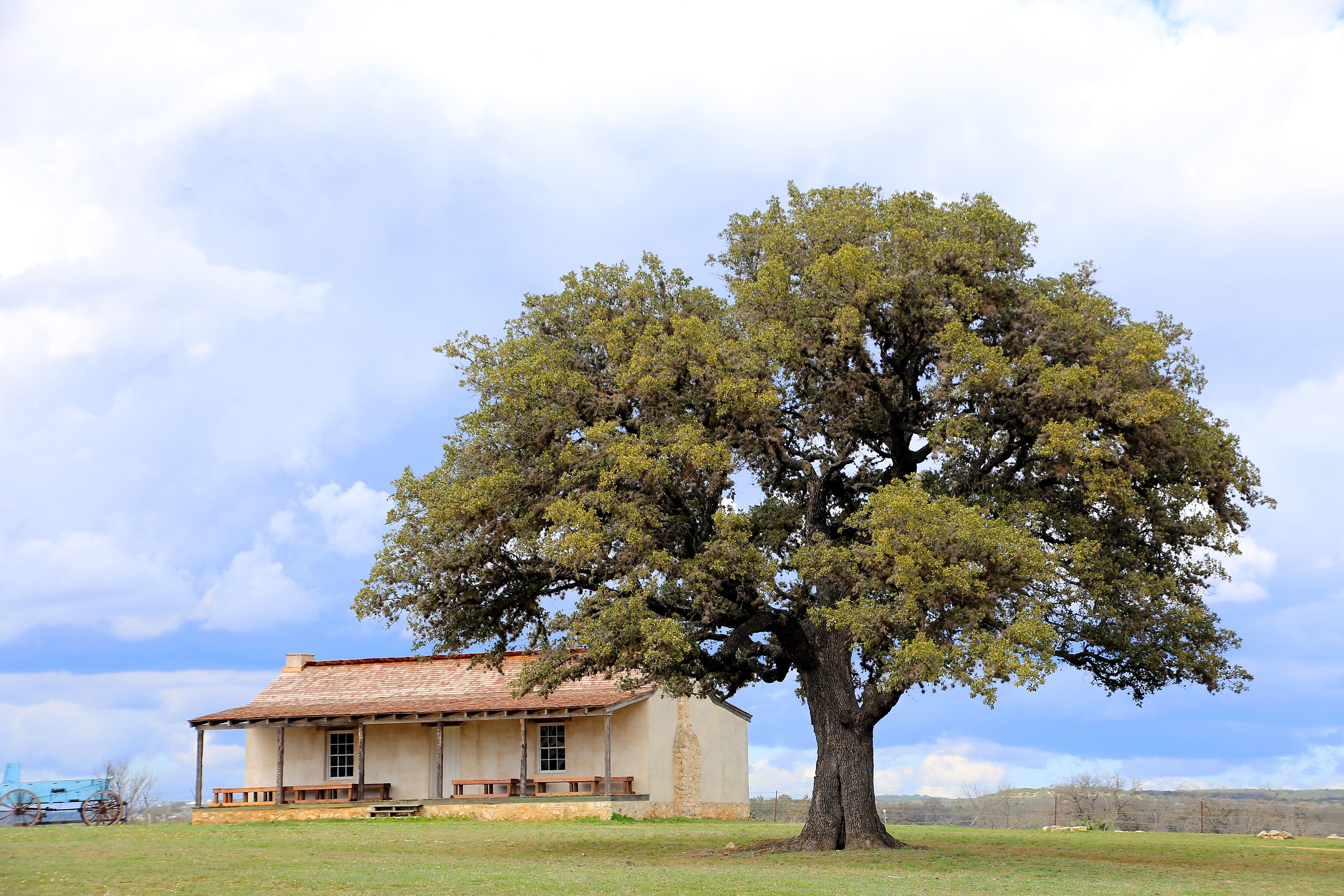
En 2015